# 天譽置業
天譽置業（控股）有限公司，簡稱天譽置業（控股），以及天譽置業（英語：Skyfame Realty (Holdings) Limited，港交所：0059），在2006年2月15日，由人人控股有限公司更名而來，也就是由余斌（主席及總裁）入主時代開始。
現時在中國內地（廣東廣州、湖南永州，以及貴州貴陽）經營房地產業務，總部位於中國廣東省廣州市天河區林和中路8號海航大廈32樓至33樓，以及香港告士打道151號資本中心1401室

## 連結
- SFR59.com（页面存档备份，存于）